# Mimosa (Popeye)
Pour les articles homonymes, voir Mimosa.
Mimosa (Swee'Pea en version originale) est un personnage de fiction créé en 1933 par Elzie Crisler Segar dans son comic strip The Thimble Theatre Starring Popeye. Il s’agit d’un enfant abandonné devant la porte de Popeye, qui est adopté par le marin, véritable papa poule, et Olive, plus distante. Malgré son âge, il est très intelligent. Si au début, il ne dit que « Glop », son langage s'étoffe peu à peu. C'est un des personnages principaux du comic strip post-Segar.

## Description

### Mimosa dans les bandes dessinées

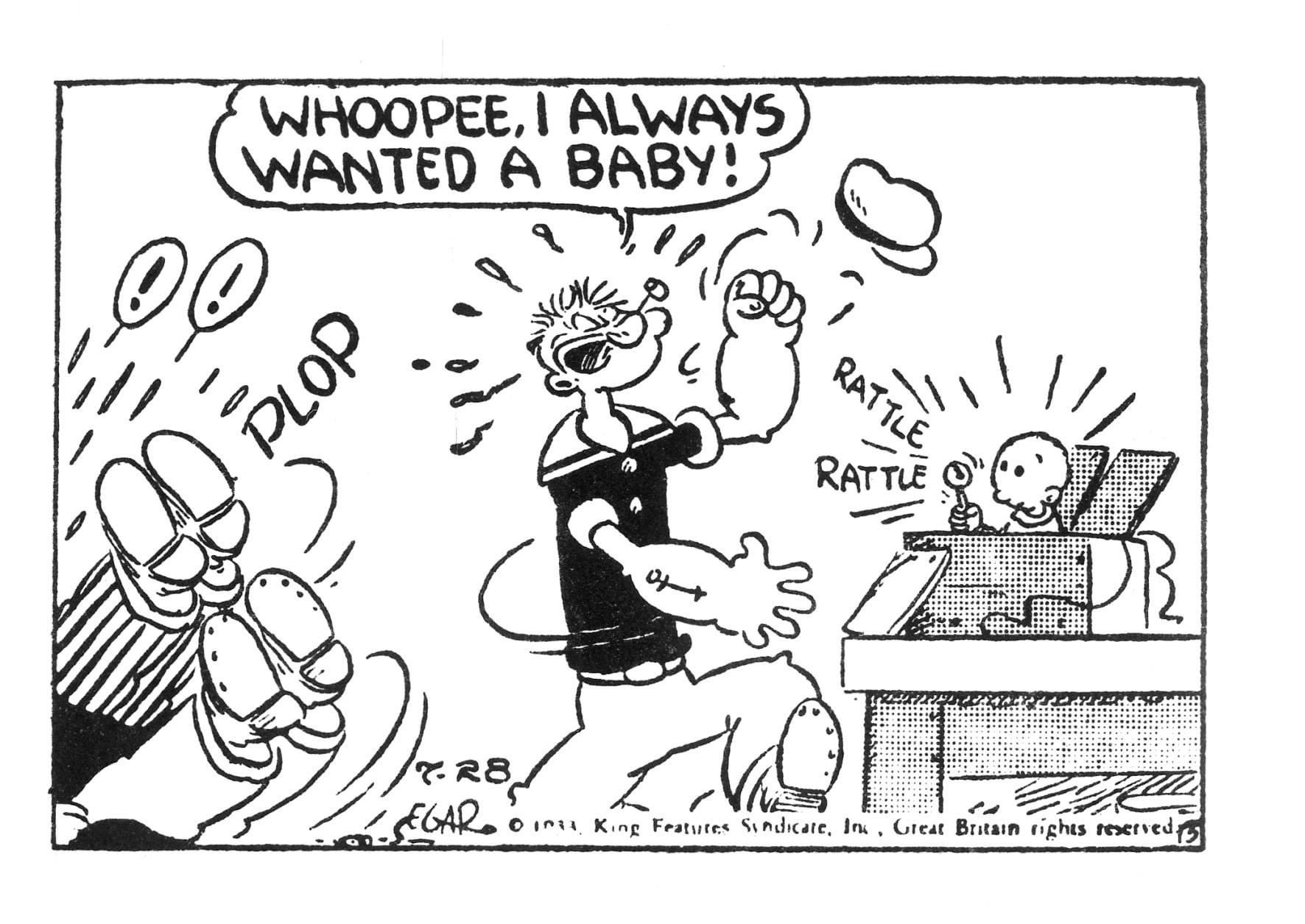
Première apparition de Mimosa le 24 juillet 1933.

Son histoire commence dans le strip du 24 juillet 1933 lorsqu’un mystérieux nourrisson est découvert abandonné sur le seuil de la maison de Popeye. Personne ne sait alors d’où il vient, ni qui sont ses véritables parents. Sans hésiter, le marin décide d’adopter l’enfant, qu’il surnomme affectueusement « mon p’tit gars » (« boy-kid » en version originale). Le nom de « Mimosa » vient d’un tendre surnom que Popeye utilise fréquemment. Dès le début, le personnage intrigue. Il garde l’apparence d’un nourrisson – toujours à quatre pattes, avec sa chemise trop grande et sa casquette de marin – mais son comportement, lui, évolue.
Dans le strip du 17 août 1933, Popeye va jusqu’à lui donner un nom complet complètement farfelu : Scooner Seawell Georgia Washenting Christiffer Columbia Daniel Boom (fr.  Brigantin Plancton Georges Washington Christophe Colomb Daniel Boone). Un condensé de patriotisme et de malice, à l’image du marin. Malgré tout, le petit reste principalement connu sous le nom de Swee’Pea, ou parfois Scooner dans certains strips ultérieurs. Curieusement, les aventures du dimanche – qui suivaient leur propre continuité indépendante des strips quotidiens – n’introduisent Mimosa qu’en 1934.
D’abord simple figurant, Mimosa gagne rapidement en importance, notamment à partir de l’arc narratif de 1935 intitulé « La Ruée vers l’or à Slither Creek ». On y découvre qu’en dépit de son jeune âge, Mimosa possède une force hors du commun qui lui permet de tenir tête à des adultes aguerris. Ce contraste entre son apparence fragile et ses capacités étonnantes devient vite un ressort comique récurrent dans les aventures.
Au-delà de ses aventures rocambolesques, Mimosa entretient une relation tendre avec Alice la Bizarroïde (Alice the Goon en version originale), une créature autrefois au service de la Sorcière des mers. Décrite par les habitants comme monstrueuse à cause de son apparence, Alice devient pourtant la nounou officielle de Mimosa, prouvant à tous qu’elle a un grand cœur. Entre eux se développe une belle complicité, Alice incarnant même une figure maternelle de substitution.
Au fil des histoires, son développement surprend. D’abord limité à des gazouillis – il ne disait que « glop » –, il commence à articuler des mots simples vers 1938. Puis, sous la tutelle (peu désintéressée) de Gontran, il acquiert un langage plus élaboré. Dès 1941, Mimosa parle avec aisance, bien qu’il conserve l’apparence d’un bébé en grenouillère.
Derrière ce petit être maladroit et attachant se cache une origine bien plus noble : selon certains récits, Mimosa serait en réalité le prince héritier d’un royaume lointain, Demonia. Après l’assassinat de son père, sa mère le confie à des étrangers pour le protéger de son oncle tyrannique, prêt à tout pour s’emparer du trône. C’est ainsi qu’il finit sur le pas de la porte de Popeye, qu’elle sait fiable et courageux. À son arrivée, Popeye propose de le nommer Mimosa, mais Olive trouve le nom ridicule. Ce à quoi Popeye répond : « Et toi, tu voulais l’appeler comment ? Bébé Oyl ? ». Finalement, le nom est adopté.
Un jour, une mystérieuse femme se présente à Popeye : c’est la mère biologique de Mimosa, venue le récupérer. Ce moment poignant rappelle les origines tragiques du personnage et met un terme, du moins provisoire, à son séjour auprès de Popeye.

### Mimosa dans les dessins animés
Avec le succès grandissant de Popeye, Mimosa est intégré dans les adaptations animées. Chez Fleischer Studios, il apparaît régulièrement aux côtés d’Olive Oyl, sans qu’on sache clairement s’il s’agit de son fils, de son neveu ou simplement d’un enfant qu’elle élève temporairement. Sa silhouette rondelette et son éternelle casquette de marin restent presque inchangées au fil des décennies, sauf lors d’une brève phase chez Famous Studios, où son look fut fortement modifié… avant de revenir rapidement à la version originale.
Dans les années 1960, il fait son retour dans la série télévisée Popeye, avec des scènes où Popeye lui raconte des histoires, et se met à parler couramment. Puis en 1978, Les Nouvelles Aventures de Popeye, produit par Hanna-Barbera, lui offre un nouveau rôle régulier et même un « pouvoir » inattendu : lorsqu’il mange des épinards, Mimosa devient temporairement un super-héros. Il apparaît aussi dans des segments éducatifs aux côtés de ses cousins adoptifs, Pipeye, Peepeye, Poopeye et Pupeye.
Mais en 1987, la série Popeye, Olive et Mimosa crée la surprise : Mimosa disparaît complètement, remplacé par un nouveau personnage, Popeye Junior, le fils biologique de Popeye et Olive. Aucune explication n’est donnée quant à ce qu’est devenu Mimosa, laissant place à diverses interprétations (comme le fait qu’il aurait grandit et qu’il vit désormais sa propre vie ou qu’il a été simplement effacé du récit).

### Mimosa dans le film de 1980
En 1980, dans le film live de Robert Altman, Mimosa est incarné par un véritable nourrisson (Wesley Ivan Hurt, petit-fils du réalisateur). Doté de dons de clairvoyance – inspirés par le personnage d’Eugène le Jeep, initialement prévu dans le scénario – il devient un enfant aux capacités mystérieuses, élevé cette fois par Popeye et Olive Oyl.

## Incarnations
- Popeye (dessins animés, 1933-1957) : Mae Questel (voix) et Monique Thierry (voix française)
- Popeye the Sailor (série animée, 1960-1962) : Mae Questel (voix) et Guy Piérauld, Laurence Badie, Marcelle Lajeunesse et Monique Thierry (voix françaises)
- Popeye Meets the Man Who Hated Laughter (téléfilm animé, 1972) : Corinne Orr (voix)
- Les Nouvelles Aventures de Popeye (série animée, 1978-1983) : Marilyn Schreffler (voix) et Monique Thierry, Arlette Thomas et Francis Lax (voix françaises)
- Popeye de Robert Altman (film, 1980) : Wesley Ivan Hurt
- Le Voyage de Popeye (téléfilm animé, 2004) : Tabitha St. Germain (voix)